# بایریشتسل
بایریشتسل (به آلمانی: Bayrischzell) یک شهر در آلمان است که در بایرن واقع شده‌است.

## خصوصیات
بایریشتسل ۷۹٫۴۶ کیلومترمربع مساحت دارد ۸۰۰ متر بالاتر از سطح دریا واقع شده‌است.